# Heidelberger Spieleverlag
Der Heidelberger Spieleverlag war ein deutscher Spieleverlag mit Sitz in Walldürn bei Buchen, der Anfang der 1990er Jahre gegründet wurde. Anfang 2017 fusionierte der Heidelberger Spieleverlag mit Asmodée und wurde als Studio HeidelBÄR Games in diesen Verlag integriert. 2018 trennte sich das Studio wieder von Asmodée und gründete den neuen Verlag HeidelBÄR Games GmbH. In der Folge wurde auch der Heidelberger Spieleverlag wieder ins Leben gerufen: Der Großhändler JoeKas World wurde zum neuen Heidelberger Spieleverlag und vertreibt nun die Spiele von HeidelBÄR Games exklusiv in Deutschland.
Der neue Heidelberger Spieleverlag mit Sitz in Elztal Dallau ist ein reiner Großhändler, der als Exklusivvertrieb der Verlage HeidelBÄR Games, CGE - Czech Games Edition, Horrible Guild, Mogel Verlag, Ferti Games und Mebo fungiert. Ergänzt wird das Sortiment mit Spielen von Jolly Thinkers, Abacus, DLP Games, Irongames, Truant Spielen etc.

## Geschichte
Nach der Gründung des Verlages wurden Spiele der Inhaber Harald Bilz und Peter Gutbrod veröffentlicht, von denen Neolithibum und Pfusch 1992 bzw. 1993 jeweils Platz 10 des Deutschen Spiele Preises erreichten. Ab 1994 erfolgte dann eine Pause in der eigenen Spieleproduktion und eine Konzentration auf den Großhandel mit Gesellschaftsspielen von über 100 verschiedenen Verlagen. Bei diesen waren auch viele kleine Eigenverlage dabei, die nur wenige Spiele produziert haben.
Ab 1999 produzierte der Heidelberger Spieleverlag wieder, vor allem eigene Kartenspiele wie Nichts als Ärger. Dabei lag ein Schwerpunkt in günstigen Kinderkartenspielen und auf Kartenspielen mit historischem Kontext. Danach beschäftigte sich der Verlag auch vermehrt mit der Übersetzung und dem Vertrieb von Importspielen mit Fantasy- oder Science-Fiction-Thematik wie z. B. Der Eiserne Thron, Talisman, Arkham Horror, dem Warcraft-, dem StarCraft-, Battlestar Galactica- und dem Doom-Brettspiel.
Der Verlag hatte zwischenzeitlich auch den weitgehend exklusiven Vertrieb von außerdeutschen Spieleverlagen in Deutschland übernommen. Von einigen Verlagen wurden jedoch nur einzelne Spiele vertrieben, wenn sie mehrere Partner in Deutschland haben. Dies traf unter anderem auf folgende Verlage zu: Fantasy Flight Games, Repos Productions, Hurrican, Matagot, Nexus Games, Valley Games, Czech Games Editions, Ferti. Weiterhin war der Heidelberger Spieleverlag der Vertrieb in Deutschland für Alea-Spiele, Lookout Games, Moskito Spiele, PD-Verlag und den Mario-Truant-Verlag.
Logo des Verlages war ein Bär in einem Matrosenanzug, der einen Würfel in die Luft wirft und wird nun in leicht veränderter Form vom Ende 2017 gegründeten Studio HeidelBÄR Games innerhalb von Asmodée weiterverwendet. Im Februar 2019 trennte sich das Studio wieder von Asmodée und gründete den neuen eigenständigen Verlag HeidelBÄR Games GmbH.